# Giancane
Giancane, pseudonimo di Giancarlo Barbati Bonanni (Roma, 6 giugno 1980), è un cantautore e musicista italiano. Ex chitarrista del Muro del Canto, con i quali ha pubblicato tre album e due EP, come solista è stato considerato esponente di una «nuova grammatica cantautorale» e definito uno «dei cantautori più illuminati della propria generazione».

## Biografia
Cresciuto nel quartiere San Paolo di Roma, fa parte della formazione originaria de Il Muro del Canto, suonando la chitarra nel primo EP omonimo. Nel 2013 esordisce come solista con l'EP Carne.
Successivamente pubblica due album: Una vita al top nel 2015 e Ansia e disagio nel 2017. Quest'ultimo album comprende il brano Ipocondria con la partecipazione del rapper Rancore per il quale è stato realizzato un videoclip con i disegni di Zerocalcare.
Nel 2016 partecipa alla compilation Roma brucia mentre nel 2018 abbandona la formazione stabile de Il Muro del Canto, continuando comunque a collaborare con il gruppo. Nel 2021 realizza la colonna sonora della serie animata Strappare lungo i bordi di Zerocalcare.
Il 9 giugno 2023 esce il terzo album Tutto male. Cura inoltre la colonna sonora della serie animata Questo mondo non mi renderà cattivo di Zerocalcare; l'album, intitolato Sei in un paese meraviglioso, viene pubblicato sulle piattaforme online il 13 giugno e in formato fisico come doppio vinile assieme a Tutto male.

## Discografia

### Solista

#### Album in studio
- 2015 – Una vita al top
- 2017 – Ansia e disagio
- 2023 – Tutto male

#### Album dal vivo
- 2020 – Unplugged in San Lorenzo

#### Colonne sonore
- 2021 – Strappati lungo i bordi
- 2023 – Sei in un Paese meraviglioso

#### EP
- 2013 – Carne
- 2023 - Carne 2

#### Singoli
- 2013 – Vecchi di merda
- 2013 – Ma tu no
- 2015 – Hogan blu
- 2016 – La stessa estate (1996)
- 2016 – Buon compleanno Gesù
- 2017 – Limone
- 2017 – Disagio
- 2018 – Ipocondria (feat. Rancore)
- 2019 – Non dormo più
- 2023 – Voglio morire
- 2023 – Sei in un paese meraviglioso

## Formazione
- Giancane- voce, chitarra, pianoforte, basso, batteria  (2013-presente)
- Alessio Lucchesi - chitarra elettrica (2013-presente)
- Luvely Mike - basso (2014-presente)
- Claudio Gatta - batteria (2014-presente)
- Guglielmo Nodari - Sintetizzatori, fisarmonica (2014-presente)

Turnisti
- Valerio Smordoni - sintetizzatori, fisarmonica (2023)